# Simon Zulu
Simon Zulu (31 de agosto de 2001) es un deportista zambiano que compite en judo. Ganó una medalla de bronce en los Juegos Panafricanos de 2023 y dos medallas de bronce en el Campeonato Africano de Judo, en los años 2023 y 2024.

## Palmarés internacional
| Juegos Panafricanos | Juegos Panafricanos    | Juegos Panafricanos | Juegos Panafricanos |
| Año                 | Lugar                  | Medalla             | Categoría           |
| ------------------- | ---------------------- | ------------------- | ------------------- |
| 2023                | Acra (Ghana)           | Medalla de bronce   | –60 kg              |
| Campeonato Africano |                        |                     |                     |
| Año                 | Lugar                  | Medalla             | Categoría           |
| 2023                | Casablanca (Marruecos) | Medalla de bronce   | –60 kg              |
| 2024                | El Cairo (Egipto)      | Medalla de bronce   | –60 kg              |